# بوب كوكس
بوب كوكس هو لاعب هوكي الجليد كندي، ولد في 30 مايو 1941 في كيمبيرلي في كندا.

## وصلات خارجية
- بوب كوكس على موقع HockeyDB.com (الإنجليزية)